# Crave (opera teatrale)
Crave è un'opera teatrale scritta dalla drammaturga Sarah Kane nel 1998, mentre era negli Stati Uniti, commissionatale da Vicky Featherstone, che curò la regia della prima messa in scena il 13 agosto 1998 al Traverse di Edimburgo, all'interno del festival omonimo. Alla drammaturga piacque così tanto che riguardò ben quaranta repliche.
L'opera è sovente tradotta con il titolo Febbre in lingua italiana, sebbene le rappresentazioni avvengano di norma col titolo in lingua originale.

## Trama
Crave (tradotto in "Tutto il teatro di Sarah Kane", Einaudi, da Barbara Nativi, in Febbre, ma poi ritradotto in Fame, che sarà il titolo definitivo dalle prossime pubblicazioni e messe in scena), è la storia di quattro personaggi: A (author, abusator, Alexander, nome dell'attore che inizialmente dove interpretare il personaggio), B (boy), C (child), M (mother), quattro personaggi disperati, rassegnati, la cui vita non ha più senso.
Due le storie in evidenza, quella di A, uomo anziano, che ha una storia malata, morbosa e violenta, con C, appena adolescente, che non sopporta di amare quell'uomo nonostante le sue violenze "Mi è capitato di fingere di avere un orgasmo, ma non mi era mai capitato di far finta di non avere un orgasmo"; poi M, una donna sulla via della vecchiaia di cui ha un gran timore, che vuole un figlio a tutti i costi per non restare sola da vecchia, ma lo vuole senza amore, da B, poco più che un ragazzo, che la rifiuta in modo umiliante, perché egli in realtà vorrebbe amore, ma non gliene viene dato. L'opera si conclude con alcuni versi dell'Apocalisse, la fine del mondo, come la fine delle loro vite, perché seppure essi respirano, i loro cuori hanno smesso di battere.